# Danh sách hồ chứa nước ở Hồng Kông
Kể từ khi Hồng Kông mở cửa như một khu hải cảng buôn bán sầm uất, do sự bùng nổ dân số và mức tiêu thụ nước tăng nhanh của người dân, việc xây dựng nhiều ao và hồ chứa là cần thiết để lấy nước mưa. Các hồ chứa nước ở Hồng Kông được trải đều trên toàn bộ 1.104 km² của khu vực. Có rất nhiều không gian cho các hồ chứa nước nhỏ ở Hồng Kông, vì các khu vực đồi núi cung cấp các thung lũng phù hợp cho việc lưu trữ nước. Tuy nhiên, các hồ chứa nước lớn hơn, tức hồ chứa Vạn Nghi và Thuyền Loan Đạm, có cách xây dựng khác với những hồ chứa nước còn lại. Các con đập được xây dựng ở cạnh hồ chứa, trong khi nước mặn từ biển được rút ra và được thay thế bằng nước ngọt. Hiện tại, toàn đặc khu có 18 hồ chứa nước uống với tổng dung tích khoảng 586 triệu m³. Theo thống kê, mỗi người Hồng Kông tiêu thụ 220 lít nước mỗi ngày, do đó các hồ chứa nước uống có thể cung cấp 150 ngày nước cho người dân, trong đó 85% nước đến từ hồ chứa Vạn Nghi và hồ chứa Thuyền Loan Đạm. Ngoài ra, vùng lãnh thổ còn có một số hồ chứa thủy lợi, hồ chứa nước mặn và hồ chứa phục vụ mục đích giải trí.

## Tổng lưu trữ nước trong các hồ chứa
- Vào tháng 3 năm 2012, tổng lượng nước trong các hồ chứa của Hồng Kông đạt 371 triệu mét khối.
- Tại thời điểm 9 giờ ngày 18 tháng 3 năm 2013, tổng dung tích chứa nước của các hồ chứa ở Hồng Kông đạt 368,5 triệu mét khối, chiếm gần 63% tổng dung tích.[1]
- Tại thời điểm 9 giờ ngày 31 tháng 3 năm 2014, tổng dung tích chứa nước của các hồ chứa ở Hồng Kông đạt 374,242 triệu mét khối, chiếm 63,86% tổng dung tích.
- Vào ngày 1 tháng 5 năm 2016, tổng dung tích chứa nước của các hồ chứa của Hồng Kông là 414.822.000 mét khối, chiếm 70,78% tổng dung tích.
- Vào ngày 1 tháng 5 năm 2017, tổng dung tích chứa nước của các hồ chứa của Hồng Kông là 396.228.000 mét khối, chiếm 67,61% tổng dung tích.

## Hồ chứa nước uống
| Tên gọi                                       | Năm hoàn thành | Dung tích (triệu m³) | Chiều dài/chiều cao đập chính (m)               | Tọa độ                                            | Thuộc công viên                 | Thuộc hành chính |
| --------------------------------------------- | -------------- | -------------------- | ----------------------------------------------- | ------------------------------------------------- | ------------------------------- | ---------------- |
| Hồ chứa nước Bạc Phù Lâm (薄扶林水塘)         | 1863           | 0,233                | 171,0 / 18,0                                    | 22°15′54″B 114°08′14″Đ / 22,26498°B 114,13727°Đ   | Công viên giao dã Bạc Phù Lâm   | Quận Nam         |
| Hồ chứa nước Đại Đàm (大潭水塘)               | 1889           | 1,490                | 150,0 / 42,0                                    | 22°15′36″B 114°12′36″Đ / 22,26°B 114,21°Đ         | Công viên giao dã Đại Đàm       | Quận Nam         |
| Hồ chứa nước Aberdeen Hạ (香港仔下水塘)       | 1890           | 0,486                | 96,0 / 18,1                                     | 22°15′13″B 114°09′43″Đ / 22,253652°B 114,161815°Đ | Công viên giao dã Aberdeen      | Quận Nam         |
| Hồ chứa nước Đại Đàm Phó (大潭副水塘)         | 1904           | 0,080                | 36,6 / 11,9                                     | 22°15′22″B 114°12′40″Đ / 22,256233°B 114,211125°Đ | Công viên giao dã Đại Đàm       | Quận Nam         |
| Hồ chứa nước Cửu Long (九龍水塘)              | 1906           | 1,578                | 182,9 / 33,2                                    | 22°21′15″B 114°09′17″Đ / 22,354299°B 114,154757°Đ | Công viên giao dã Kim Sơn       | Sa Điền          |
| Hồ chứa nước Đại Đàm Trung (大潭中水塘)       | 1907           | 0,686                | 134,1 / 31,0                                    | 22°14′50″B 114°12′40″Đ / 22,247311°B 114,211181°Đ | Công viên giao dã Đại Đàm       | Quận Nam         |
| Hồ chứa nước Đại Đàm Đốc (大潭篤水塘)         | 1917           | 6,047                | 363,9 / 49,0                                    | 22°14′41″B 114°13′11″Đ / 22,244603°B 114,219763°Đ | Công viên giao dã Đại Đàm       | Quận Nam         |
| Hồ chứa nước Thạch Lê Bối (石梨貝水塘)        | 1925           | 0,374                | 83,5 / 22,3                                     | 22°21′19″B 114°08′54″Đ / 22,355325°B 114,148366°Đ | Công viên giao dã Kim Sơn       | Sa Điền          |
| Hồ chứa nước Cửu Long Tiếp Thu (九龍接收水塘) | 1926           | 0,121                | 70,1 / 13,0                                     | 22°21′03″B 114°08′43″Đ / 22,350936°B 114,145362°Đ | Công viên giao dã Kim Sơn       | Sa Điền          |
| Hồ chứa nước Aberdeen Thượng (香港仔上水塘)   | 1931           | 0,773                | 126,8 / 35,9                                    | 22°15′29″B 114°09′56″Đ / 22,257953°B 114,165617°Đ | Công viên giao dã Aberdeen      | Quận Nam         |
| Hồ chứa nước Cửu Long Phó (九龍副水塘)        | 1931           | 0,800                | 106,0 / 41,1                                    | 22°21′01″B 114°09′03″Đ / 22,350362°B 114,150902°Đ | Công viên giao dã Kim Sơn       | Sa Điền          |
| Hồ chứa nước Thành Môn (城門水塘)             | 1936           | 13,279               | 213,1 / 86,0                                    | 22°23′10″B 114°08′52″Đ / 22,386168°B 114,147873°Đ | Công viên giao dã Thành Môn     | Thuyên Loan      |
| Hồ chứa nước Đại Lãm Dũng (大欖涌水塘)        | 1957           | 20,490               | 370,0 / 54,9                                    | 22°22′52″B 114°01′34″Đ / 22,381115°B 114,026172°Đ | Công viên giao dã Đại Lãm       | Đồn Môn          |
| Hồ lắng Thâm Tĩnh (深井沉澱池)                | 1957           | 0,12                 | 86,9 / 20,7                                     | 22°22′16″B 114°03′10″Đ / 22,37106°B 114,052796°Đ  | Công viên giao dã Đại Lãm       | Thuyên Loan      |
| Hồ chứa nước Thạch Bích (石壁水塘)            | 1963           | 24,461               | 718,1 / 54,6                                    | 22°13′57″B 113°53′55″Đ / 22,232634°B 113,898614°Đ | Công viên giao dã Nam Đại Tự    | Li Đảo           |
| Hồ chứa nước Hạ Thành Môn (下城門水塘)        | 1964           | 4,299                | 228,9 / 66,5                                    | 22°22′22″B 114°09′37″Đ / 22,372741°B 114,160149°Đ | Công viên giao dã Thành Môn     | Sa Điền          |
| Hồ chứa nước Thuyền Loan Đạm (船灣淡水湖)     | 1968           | 229,729              | 2011,68 / 27,5 (đập tràn: 243,8 / 9,4)          | 22°28′28″B 114°15′23″Đ / 22,474312°B 114,256509°Đ | Công viên giao dã Thuyền Loan   | Đại Bộ           |
| Hồ chứa nước Vạn Nghi (萬宜水庫)              | 1978           | 281,124              | đập đông: 490,1 / 107,0; đập tây: 759,9 / 102,5 | 22°22′29″B 114°21′14″Đ / 22,37461°B 114,353848°Đ  | Công viên giao dã Tây Cống Đông | Tây Cống         |

## Hồ chứa thủy lợi
| Tên gọi                                            | Năm hoàn thành | Dung tích (triệu m³) | Chiều dài/chiều cao đập chính (m) | Tọa độ                                            | Thuộc công viên                 | Thuộc hành chính |
| -------------------------------------------------- | -------------- | -------------------- | --------------------------------- | ------------------------------------------------- | ------------------------------- | ---------------- |
| Hồ chứa nước Thập Láng (十塱水塘)                  | 1955           | 0,13                 | 91,1 / 15,0                       | 22°13′56″B 113°59′56″Đ / 22,232253°B 113,998829°Đ | Công viên giao dã Nam Đại Tự    | Li Đảo           |
| Hồ chứa nước Lam Địa (藍地水塘)                    | 1957           | 0,11                 | 71,0 / 21,0                       | 22°24′37″B 113°59′25″Đ / 22,41022°B 113,990159°Đ  | Công viên giao dã Đại Lãm       | Đồn Môn          |
| Hồ chứa nước Hồng Thủy Khanh Hạ (洪水坑下水塘)     | 1957           | 0,09                 | 76,8 / 19,8                       | 22°24′35″B 113°59′58″Đ / 22,409754°B 113,999328°Đ | Công viên giao dã Đại Lãm       | Đồn Môn          |
| Hồ chứa nước Hồng Thủy Khanh Thượng (洪水坑上水塘) | 1957           |                      | ~30 /                             | 22°24′48″B 113°59′53″Đ / 22,413287°B 113,997995°Đ | Công viên giao dã Đại Lãm       | Đồn Môn          |
| Hồ chứa nước Hoàng Nê Đôn (黃泥墩水塘)             | 1961           | 0,11                 | 57,9 / 17,7                       | 22°24′00″B 114°01′03″Đ / 22,400014°B 114,017559°Đ | Công viên giao dã Đại Lãm       | Đồn Môn          |
| Hồ chứa nước Hà Bối (河背水塘)                     | 1961           | 0.,50                | 157,0 / 17,4                      | 22°24′23″B 114°04′29″Đ / 22,406376°B 114,074596°Đ | Công viên giao dã Đại Lãm       | Nguyên Lãng      |
| Hồ chứa nước Cổ Động (古洞水塘)                    | 1961           | 0,05                 | ~55 /                             | 22°29′50″B 114°05′48″Đ / 22,497335°B 114,096569°Đ | Không                           | Quận Bắc         |
| Hồ chứa nước Hạ Thanh Đàm (下清潭水塘)             | 1962           | 0,06                 | 84,1 / 24,4                       | 22°24′58″B 114°05′06″Đ / 22,416186°B 114,084923°Đ | Công viên giao dã Đại Lãm       | Nguyên Lãng      |
| Hồ chứa nước Thượng Thanh Đàm (上清潭水塘)         | 1962           | 0,10                 | 104,9 / 20,0                      | 22°24′58″B 114°05′14″Đ / 22,416103°B 114,087258°Đ | Công viên giao dã Đại Lãm       | Nguyên Lãng      |
| Hồ chứa nước Lưu Thủy Hưởng (流水響水塘)           | 1968           | 0,17                 | 54,9 / 24,0                       | 22°29′45″B 114°10′08″Đ / 22,4958°B 114,16875°Đ    | Công viên giao dã Bát Tiên Lĩnh | Quận Bắc         |
| Hồ chứa nước Hạc Tẩu (鶴藪水塘)                    | 1968           | 0,18                 | 102,1 / 18,0                      | 22°29′29″B 114°10′56″Đ / 22,491439°B 114,18215°Đ  | Công viên giao dã Bát Tiên Lĩnh | Quận Bắc         |
| Hồ chứa nước Du Cảnh Loan (愉景灣水塘)             | 1982           |                      | ~250 /                            | 22°17′21″B 114°00′08″Đ / 22,2891°B 114,00235°Đ    | Không                           | Li Đảo           |

## Hồ chứa giải trí
| Tên gọi                                 | Năm hoàn thành | Dung tích (triệu m³) | Chiều dài/chiều cao đập chính (m) | Tọa độ                                            | Thuộc công viên           | Thuộc hành chính | Ghi chú                                                                       |
| --------------------------------------- | -------------- | -------------------- | --------------------------------- | ------------------------------------------------- | ------------------------- | ---------------- | ----------------------------------------------------------------------------- |
| Hồ chứa nước Hoàng Nê Dũng (黃泥涌水塘) | 1899           | 0,012                | 110,0 / 20,0                      | 22°15′24″B 114°11′43″Đ / 22,256586°B 114,195186°Đ | Công viên giao dã Đại Đàm | Quận Nam         | Chuyển thành Công viên hồ chứa Hoàng Nê Dũng sau khi ngừng hoạt động năm 1978 |

## Hồ chứa cũ
| Tên gọi                                 | Năm hoàn thành | Năm ngừng hoạt động | Dung tích (triệu m³) | Chiều dài/chiều cao đập chính (m) | Thuộc công viên | Thuộc hành chính | Nguyên nhân |
| --------------------------------------- | -------------- | ------------------- | -------------------- | --------------------------------- | --------------- | ---------------- | --- |
| Hồ chứa nước Thất Tỉ Muội (七姊妹水塘)  | 1883           | 1977                |                      |                                   | Không           | Quận Đông        | Được hoàn thành như nhà ở tư nhân và Công viên Trại Tây |
| Hồ chứa nước Thái Cổ (太古水塘)         | 1884           |                     | 0,68                 |                                   | Không           | Quận Đông        | Có bốn hồ chứa nhỏ, cung cấp tổng cộng 680.000 mét khối nước ngọt. Chúng được lấp đầy vào năm 1987 và địa điểm hiện tại là Mt. Parker Lodge |
| Hồ chứa nước Lam Đường (藍塘水塘)       |                |                     |                      |                                   | Không           | Loan Tể          | |
| Hồ chứa nước Jordan Valley (佐敦谷水塘) | 1960           | 1980                | 0,2364               |                                   | Không           | Quan Đường       | Được xây dựng để trữ nước biển phục vụ cho việc xả nước bồn cầu. Sau khi bị đóng cửa, nơi đây được sử dụng làm bãi rác ở Jordan Valley. Hiện tại, bãi rác đã ngừng hoạt động và được phục hồi để trở thành Công viên Jordan Valley.                                      |
| Hồ chứa nước Mã Du Đường (馬游塘水塘)   |                |                     |                      |                                   | Không           | Tây Cống         | Con đập chính đối diện với đường Tướng Quân Áo và được xây dựng để trữ nước biển phục vụ cho việc xả nước bồn cầu. Sau khi ngừng hoạt động vào đầu thập niên 1980, nó đã được sử dụng làm bãi rác tại Mã Du Đường Tây. Bãi rác đã ngừng hoạt động và đang được sửa chữa. |

## Di tích lịch sử
Vào ngày 9 tháng 9 năm 2009, Cục trưởng Cục Phát triển, bà Lâm Trịnh Nguyệt Nga, đã tuyên bố công nhận 41 công trình cấp nước trong sáu hồ chứa nước trước chiến tranh, đó là nhóm hồ chứa Đại Đàm, hồ chứa nước Bạc Phù Lâm, Hoàng Nê Dũng, Cửu Long, Thành Môn và Aberdeen, là di tích pháp định để ghi nhận giá trị lịch sử cao của các công trình công cộng này. Ngoài ra, vào ngày 22 tháng 5 năm 2020, thêm một công trình tại thủy đường Bạc Phù Lâm được xếp loại là di tích theo luật định.

### Đảo Hồng Kông
| #ID   | Tên                                            | Hình ảnh              | Ngày công nhận      | Vị trí                     | Năm xây dựng | Ghi chú | Toạ độ                                            | Chú thích     |
| ----- | ---------------------------------------------- | --------------------- | ------------------- | -------------------------- | ------------ | --- | ------------------------------------------------- | ------------- |
| M0087 | 6 công trình lịch sử của Hồ chứa Bạc Phù Lâm   | Tải lên hình ảnh khác | 18 tháng 9 năm 2009 | Bạc Phù Lâm, Nam khu       | 1860 – 1871  | | 22°15′54″B 114°08′14″Đ / 22,26498°B 114,13727°Đ   | [ 7 ] [ 8 ]   |
| M0088 | 22 công trình lịch sử của Nhóm hồ chứa Đại Đàm | Tải lên hình ảnh khác | 18 tháng 9 năm 2009 | Đại Đàm, Nam khu           | 1883 – 1936  | | 22°16′B 114°13′Đ / 22,26°B 114,21°Đ               | [ 7 ] [ 9 ]   |
| M0089 | 3 công trình lịch sử của Hồ chứa Hoàng Nê Dũng | Tải lên hình ảnh khác | 18 tháng 9 năm 2009 | Hoàng Nê Dũng, Loan Tể khu | 1899         | | 22°15′24″B 114°11′43″Đ / 22,256572°B 114,195326°Đ | [ 7 ] [ 10 ]  |
| M0090 | 4 công trình lịch sử của Hồ chứa Aberdeen      | Tải lên hình ảnh khác | 18 tháng 9 năm 2009 | Aberdeen, Nam khu          | 1932         | | 22°15′25″B 114°09′48″Đ / 22,256902°B 114,163247°Đ | [ 7 ] [ 11 ]  |
| M0124 | Cây cầu đá trong Hồ chứa Bạc Phù Lâm           | Tải hình lên          | 22 tháng 5 năm 2020 | Bạc Phù Lâm, Nam khu       | Thế kỉ 19    | Cây cầu đá này không phải là một phần của 4 cây cầu khác được xác định trong 6 cấu trúc lịch sử của hồ chứa Bạc Phù Lâm (M0087). | 22°15′59″B 114°08′21″Đ / 22,266525°B 114,139296°Đ | [ 12 ] [ 13 ] |

### Tân Giới
| #ID   | Tên                                       | Hình ảnh              | Ngày công nhận      | Vị trí                                                | Năm xây dựng | Ghi chú | Toạ độ                                                | Chú thích     |
| ----- | ----------------------------------------- | --------------------- | ------------------- | ----------------------------------------------------- | ------------ | ------- | ----------------------------------------------------- | ------------- |
| M0091 | 5 công trình lịch sử của hồ chứa Cửu Long | Tải lên hình ảnh khác | 18 tháng 9 năm 2009 | Đường Kim Sơn, Công viên giao dã Kim Sơn, Sa Điền khu | 1901 – 1911  |         | 22°21′15″B 114°09′16″Đ / 22,354167°B 114,154444°Đ     | [ 14 ] [ 15 ] |
| M0092 | Bia kỉ niệm Hồ chứa Thành Môn             | Tải lên hình ảnh khác | 18 tháng 9 năm 2009 | Thành Môn, Quỳ Thanh khu                              | 1937         |         | 22°23′10″B 114°08′50″Đ / 22,38611111°B 114,14722222°Đ | [ 14 ] [ 16 ] |

## Bản đồ vị trí các hồ chứa nước
| Bản đồ vị trí |
| --- |
| \| Bạc Phù LâmĐại ĐàmAberdeen HạĐại Đàm PhóCửu LongĐại Đàm TrungĐại Đàm ĐốcThạch Lê BốiCửu Long Tiếp ThuAberdeen ThượngCửu Long PhóThành MônĐại Lãm DũngThâm TĩnhThạch BíchHạ Thành MônThuyền Loan ĐạmVạn NghiThập LángLam ĐịaHồng Thủy Khanh HạHồng Thủy Khanh ThượngHoàng Nê ĐônHà BốiCổ ĐộngHạ Thanh ĐàmThượng Thanh ĐàmLưu Thủy HưởngHạc TẩuDu Cảnh LoanHoàng Nê DũngBản đồ vị trí các hồ chứa nước ở Hồng Kông: - Hồ chứa nước uống được đánh dấu bằng màu lam - Hồ chứa thủy lợi được đánh dấu màu lục - Hồ chứa phục vụ mục đích giải trí được đánh dấu màu đỏ \| |
| Bạc Phù LâmĐại ĐàmAberdeen HạĐại Đàm PhóCửu LongĐại Đàm TrungĐại Đàm ĐốcThạch Lê BốiCửu Long Tiếp ThuAberdeen ThượngCửu Long PhóThành MônĐại Lãm DũngThâm TĩnhThạch BíchHạ Thành MônThuyền Loan ĐạmVạn NghiThập LángLam ĐịaHồng Thủy Khanh HạHồng Thủy Khanh ThượngHoàng Nê ĐônHà BốiCổ ĐộngHạ Thanh ĐàmThượng Thanh ĐàmLưu Thủy HưởngHạc TẩuDu Cảnh LoanHoàng Nê DũngBản đồ vị trí các hồ chứa nước ở Hồng Kông: - Hồ chứa nước uống được đánh dấu bằng màu lam - Hồ chứa thủy lợi được đánh dấu màu lục - Hồ chứa phục vụ mục đích giải trí được đánh dấu màu đỏ       |

## Hình ảnh

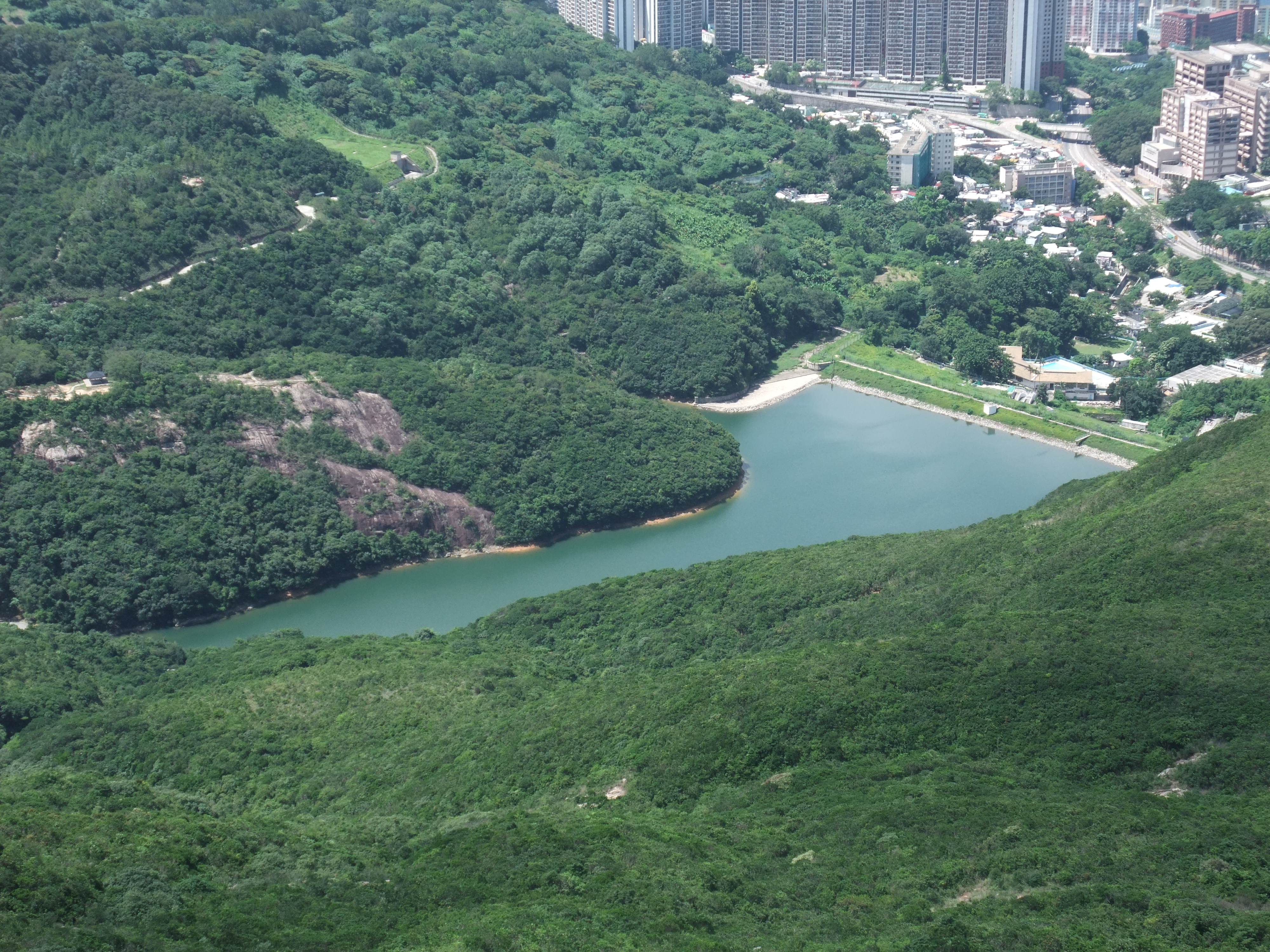
Hồ chứa nước Bạc Phù Lâm là hồ chứa lâu đời nhất của Hồng Kông
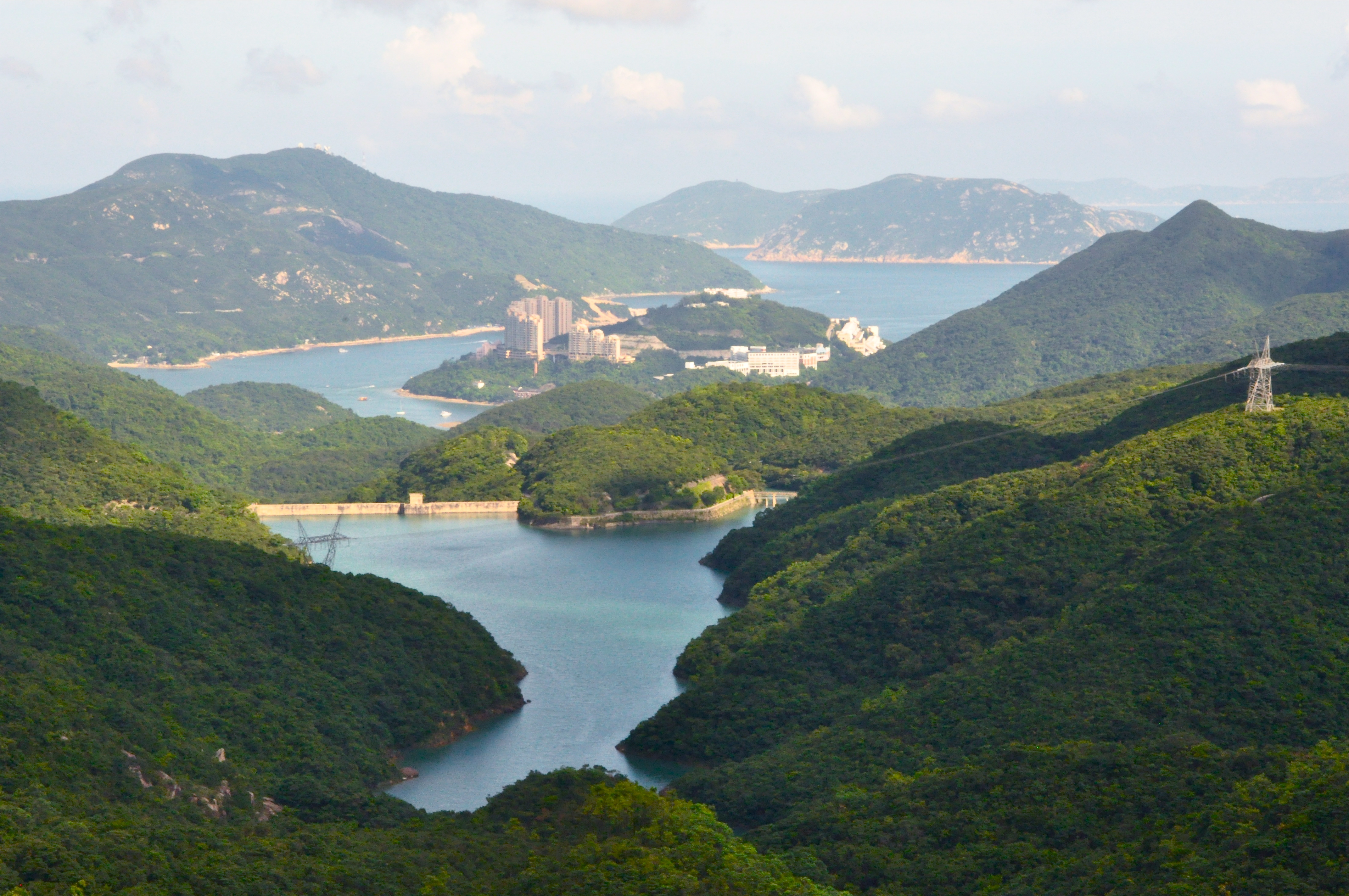
Nhóm hồ chứa nước Đại Đàm có đến 22 trong tổng số 41 công trình cấp nước của 6 hồ chứa là di tích pháp định trong đợt công nhận vào tháng 9 năm 2009
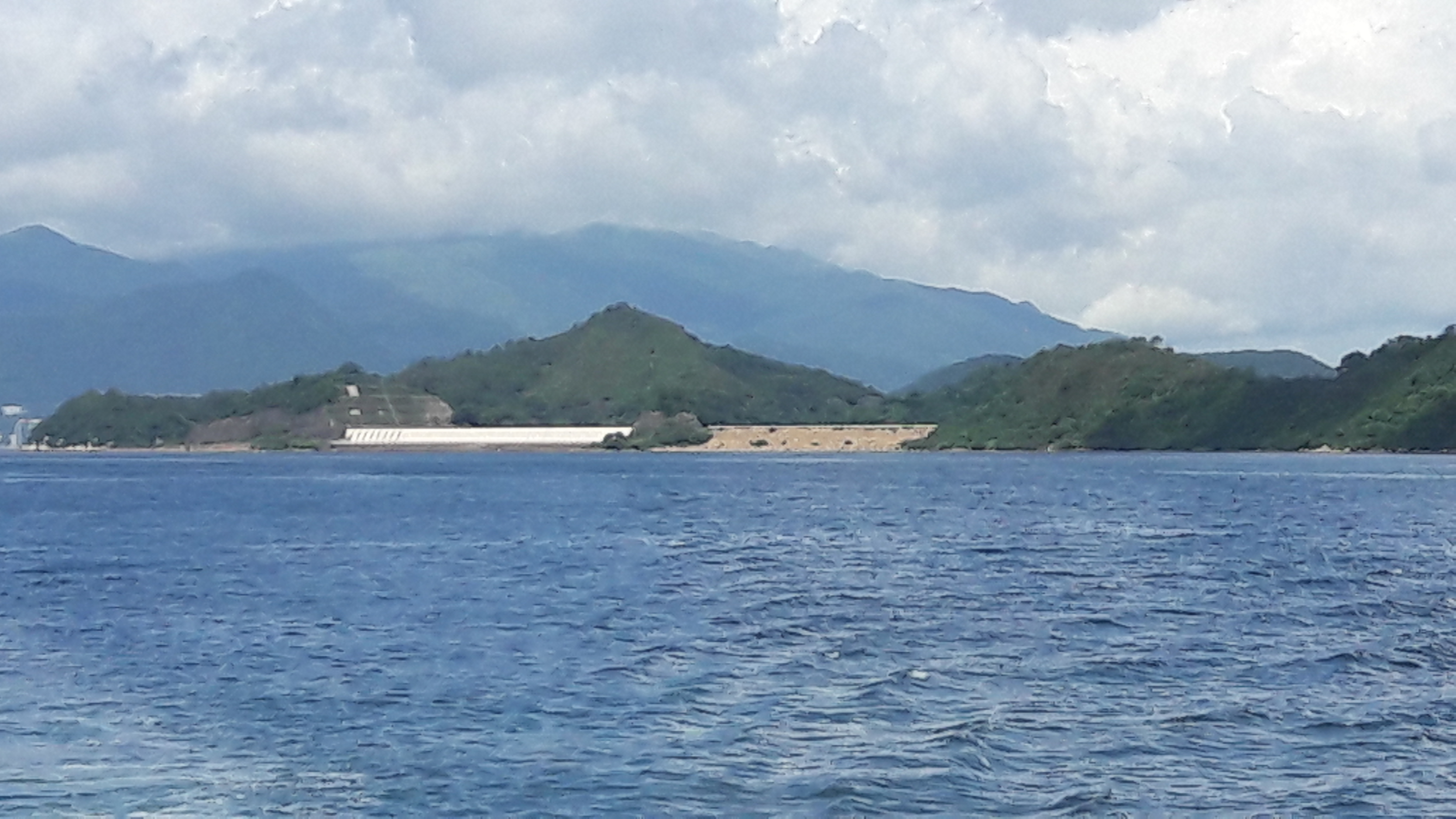
Hồ chứa nước Thuyền Loan Đạm là hồ chứa lớn nhất về diện tích mặt nước ở đặc khu
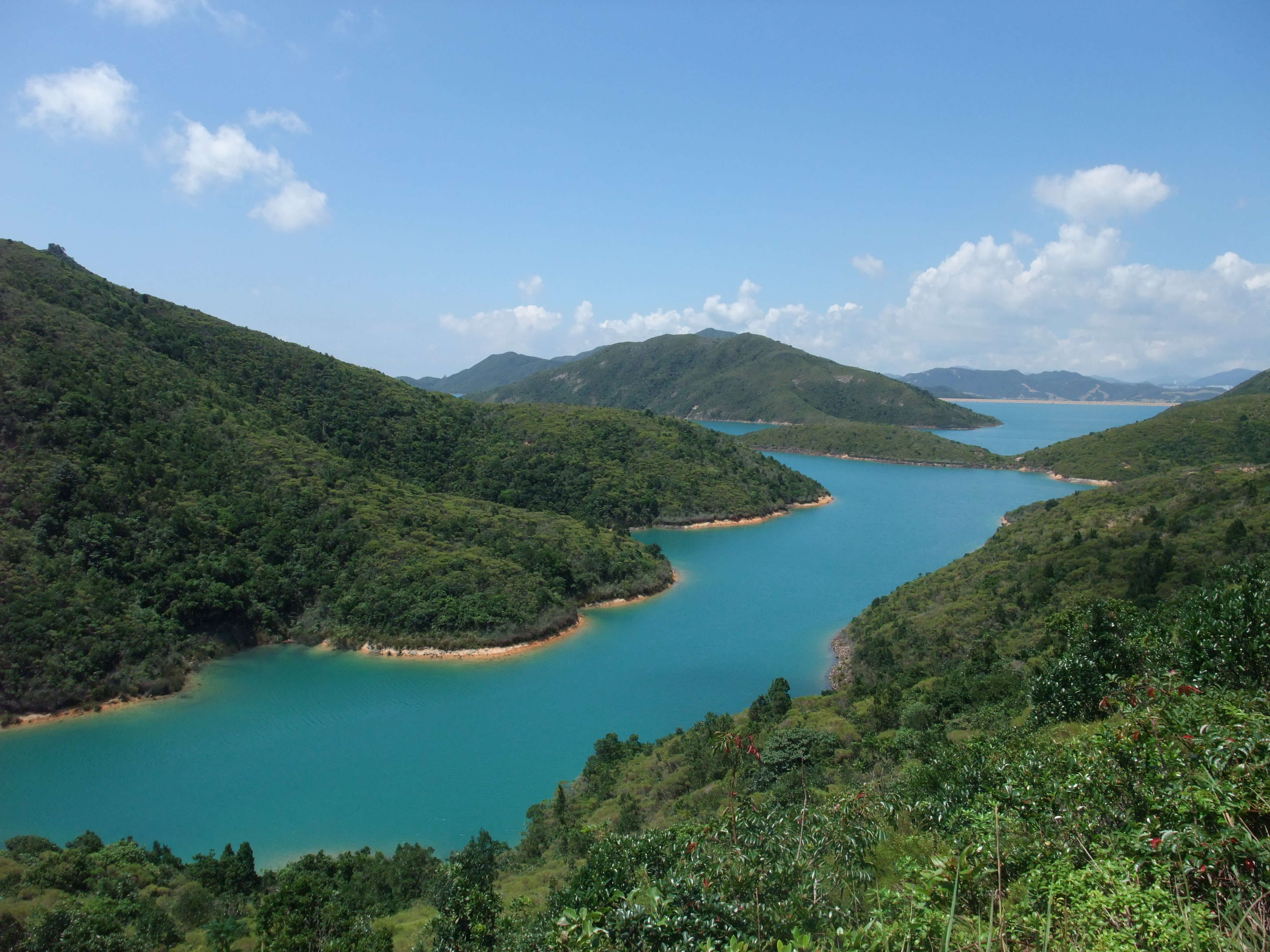
Hồ chứa nước Vạn Nghi cùng với hồ chứa Thuyền Loan Đạm là nguồn cung cấp nước chính của Hồng Kông

### Trích dẫn
1. ↑  水塘現總存水量逾3億6850立方米
2. ↑  Hong Kong. New Territories Administration,1962,Annual departmental report by the District Commissioner, New Territories,
3. ↑  "香港地方 － 香港水塘(一)香港九龍". Bản gốc lưu trữ ngày 30 tháng 9 năm 2008. Truy cập ngày 6 tháng 8 năm 2020.
4. ↑  "41 waterworks structures declared monuments (with photos)". Công báo Chính phủ Hồng Kông (bằng tiếng Anh). Chính phủ Hồng Kông. ngày 9 tháng 9 năm 2009. Truy cập ngày 5 tháng 8 năm 2020.
5. ↑  "The Masonry Bridge of Pok Fu Lam Reservoir". Văn phòng Cổ vật và Di tích (Antiquities and Monuments Office) (bằng tiếng Anh). Chính phủ Hồng Kông. Bản gốc lưu trữ ngày 9 tháng 11 năm 2020. Truy cập ngày 5 tháng 8 năm 2020.
6. ↑  "Three historic items declared as monuments (with photos)". Công báo Chính phủ Hồng Kông (bằng tiếng Anh). Chính phủ Hồng Kông. ngày 22 tháng 5 năm 2020. Truy cập ngày 5 tháng 8 năm 2020.
7. 1 2 3 4  "41 waterworks structures declared monuments (with photos)". Văn phòng Cổ vật và Di tích. Chính phủ Hồng Kông. ngày 18 tháng 9 năm 2009. Bản gốc lưu trữ ngày 6 tháng 6 năm 2013. Truy cập ngày 20 tháng 3 năm 2013.
8. ↑  "6 Historic Structures of Pok Fu Lam Reservoir". Văn phòng Cổ vật và Di tích. Chính phủ Hồng Kông. Bản gốc lưu trữ ngày 31 tháng 10 năm 2019. Truy cập ngày 20 tháng 3 năm 2013.
9. ↑  "22 Historic Structures of Tai Tam Group of Reservoirs". Văn phòng Cổ vật và Di tích. Chính phủ Hồng Kông. Bản gốc lưu trữ ngày 31 tháng 10 năm 2019. Truy cập ngày 20 tháng 3 năm 2013.
10. ↑  "3 Historic Structures of Wong Nai Chung Reservoir". Văn phòng Cổ vật và Di tích. Chính phủ Hồng Kông. Bản gốc lưu trữ ngày 31 tháng 10 năm 2019. Truy cập ngày 20 tháng 3 năm 2013.
11. ↑  "4 Historic Structures of Aberdeen Reservoir". Văn phòng Cổ vật và Di tích. Chính phủ Hồng Kông. Bản gốc lưu trữ ngày 31 tháng 10 năm 2019. Truy cập ngày 20 tháng 3 năm 2013.
12. ↑  "Three historic items declared as monuments (with photos)". Công báo Chính phủ Hồng Kông. Truy cập ngày 22 tháng 7 năm 2020.
13. ↑  "The masonry bridge of Pok Fu Lam Reservoir". Văn phòng Cổ vật và Di tích. Chính phủ Hồng Kông. Bản gốc lưu trữ ngày 9 tháng 11 năm 2020. Truy cập ngày 22 tháng 7 năm 2020.
14. 1 2  ""41 waterworks structures declared monuments"". Bản gốc lưu trữ ngày 4 tháng 4 năm 2012. Truy cập ngày 27 tháng 11 năm 2010.
15. ↑  "5 Historic Structures of Kowloon Reservoir". Văn phòng Cổ vật và Di tích. Chính phủ Hồng Kông. Bản gốc lưu trữ ngày 31 tháng 10 năm 2019. Truy cập ngày 6 tháng 7 năm 2015.
16. ↑  "Memorial Stone of Shing Mun Reservoir". Văn phòng Cổ vật và Di tích. Chính phủ Hồng Kông. Bản gốc lưu trữ ngày 31 tháng 10 năm 2019. Truy cập ngày 6 tháng 7 năm 2015.